# Чёбинка (приток Уницы)
Чёбинка — река в России, протекает по Медвежьегорскому и Кондопожскому районам Карелии.
Исток — озеро Чёбинское южнее деревни Чёбино. Пересекает трассу «Кола». Устье реки находится в 26 км по левому берегу реки Уницы. Длина реки — 16 км, площадь водосборного бассейна — 141 км². Высота устья — 100,2 м над уровнем моря.
Правый приток — Тогоручей.

## Данные водного реестра

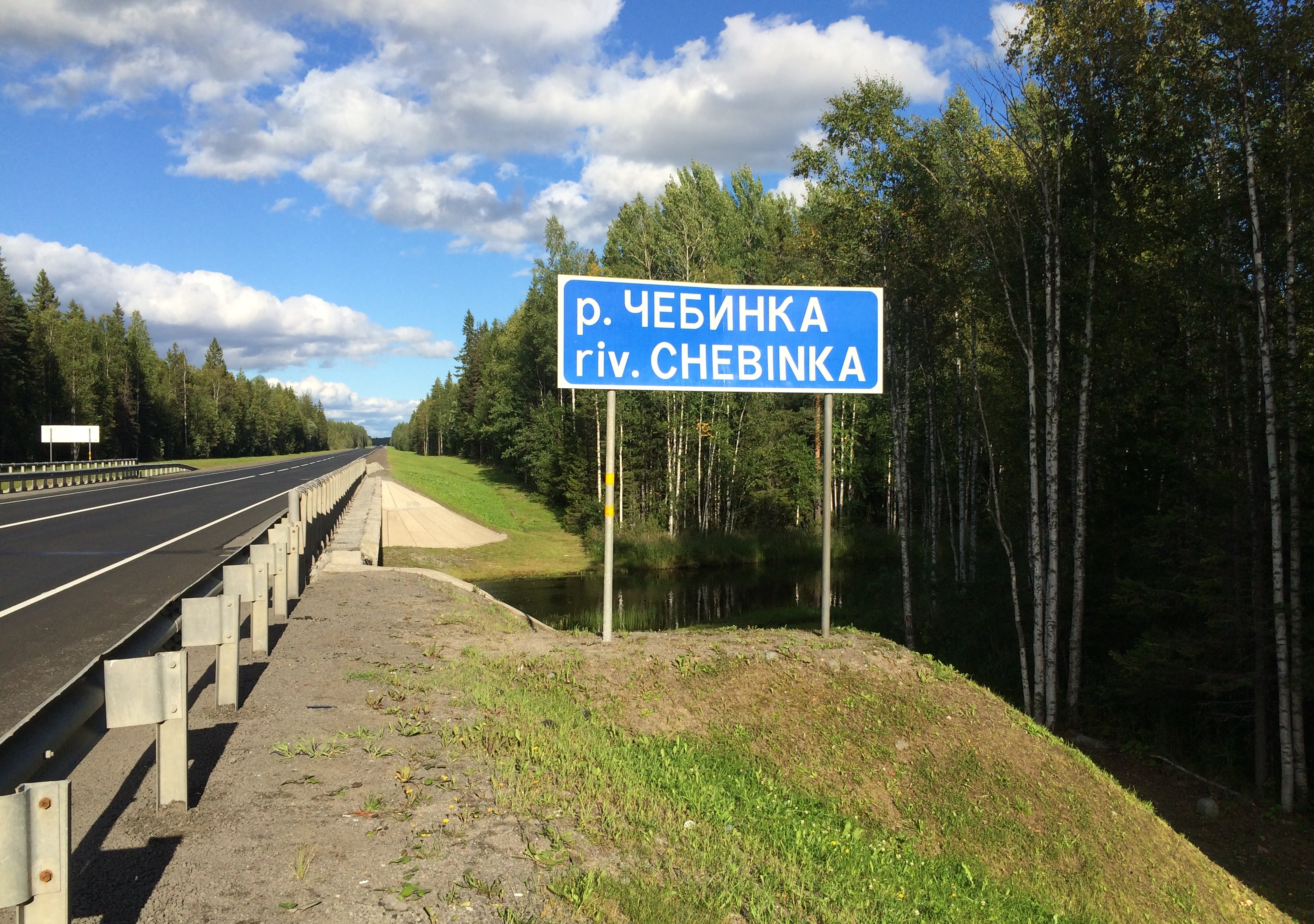
Автомобильный мост и табличка с названием реки

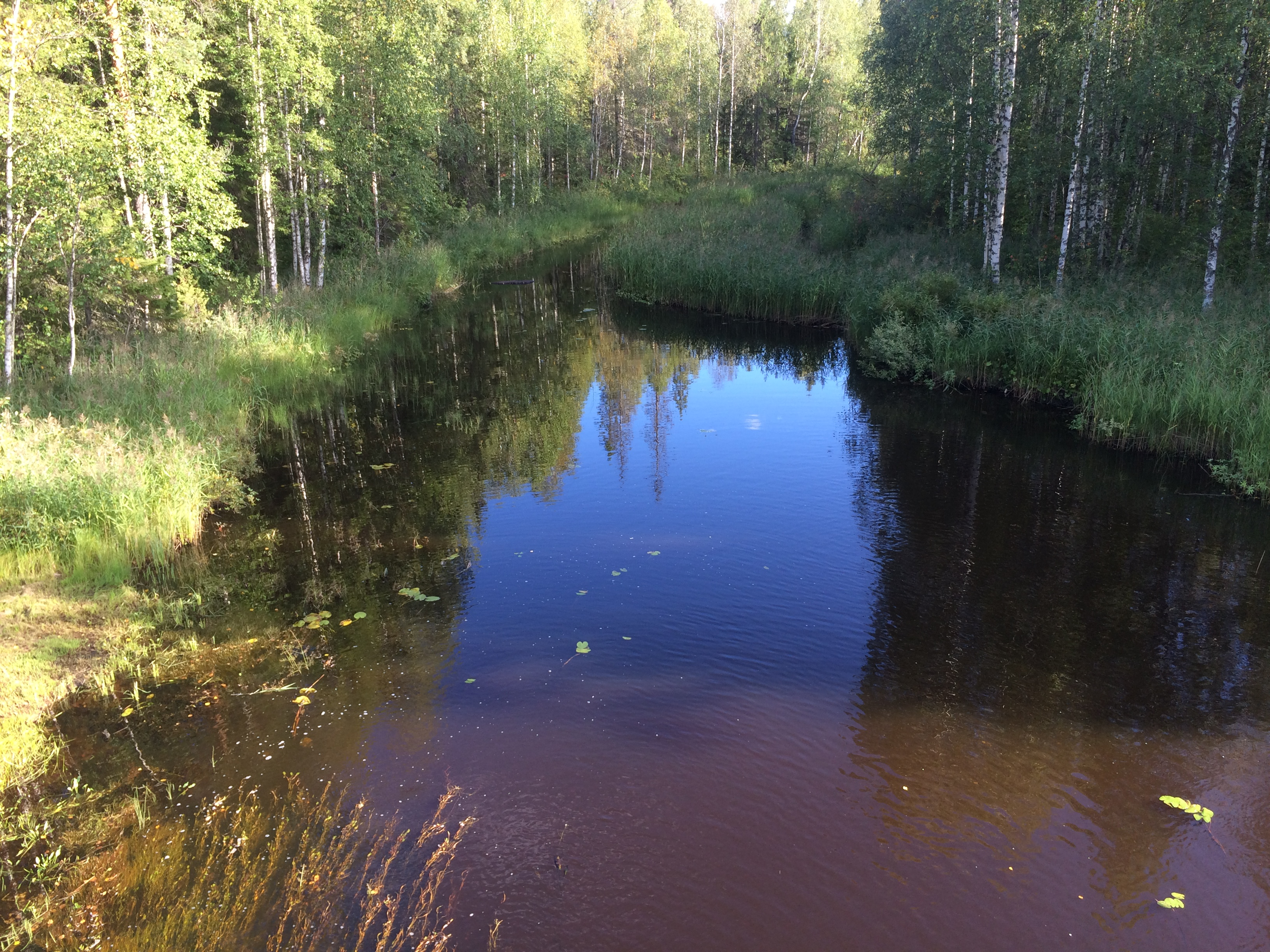
Вид по течению

По данным государственного водного реестра России относится к Балтийскому бассейновому округу, водохозяйственный участок реки — Бассейн Онежского озера без рр. Шуя, Суна, Водла и Вытегра, речной подбассейн реки — Свирь (включая реки бассейна Онежского озера). Относится к речному бассейну реки Нева (включая бассейны рек Онежского и Ладожского озера).
Код объекта в государственном водном реестре — 01040100612102000015518.